# Conoderus dimidiaticollis
Conoderus dimidiaticollis là một loài bọ cánh cứng trong họ Elateridae. Loài này được Fleutiaux miêu tả khoa học năm 1922.